# Au Pairs (televisieprogramma)
Au Pairs is een realityserie die het leven van Nederlandse au pairs volgt in het buitenland. De serie startte op 18 februari 2020 en wordt uitgezonden door BNNVARA op NPO 3.
Het programma volgt Nederlandse jongeren die enkele maanden als au pair in de Verenigde Staten aan de slag gaan. Uitzondering hierop was het tweede seizoen, dat richtte zich vanwege de coronapandemie op vijf au pairs in Italië.

## Afleveringen
| Seizoen | Aflevering (seizoen) | Aflevering (serie) | Uitzenddatum     | Au pairs                               | Gastlocatie                   |
| ------- | -------------------- | ------------------ | ---------------- | -------------------------------------- | ----------------------------- |
| 1       | 1                    | 1                  | 18 februari 2020 | Lily, Leah, Gohar, Sharel              | Los Angeles, Verenigde Staten |
| 1       | 2                    | 2                  | 25 februari 2020 | Lily, Leah, Gohar, Sharel              | Los Angeles, Verenigde Staten |
| 1       | 3                    | 3                  | 3 maart 2020     | Lily, Leah, Gohar, Sharel              | Los Angeles, Verenigde Staten |
| 1       | 4                    | 4                  | 10 maart 2020    | Lily, Leah, Gohar, Sharel              | Los Angeles, Verenigde Staten |
| 1       | 5                    | 5                  | 17 maart 2020    | Lily, Leah, Gohar, Sharel              | Los Angeles, Verenigde Staten |
| 1       | 6                    | 6                  | 24 maart 2020    | Lily, Leah, Gohar, Sharel              | Los Angeles, Verenigde Staten |
| 1       | 7                    | 7                  | 31 maart 2020    | Lily, Leah, Gohar, Sharel              | Los Angeles, Verenigde Staten |
| 1       | 8                    | 8                  | 7 april 2020     | Lily, Leah, Gohar, Sharel              | Los Angeles, Verenigde Staten |
| 2       | 1                    | 9                  | 29 juni 2021     | Joshua, Nikki, Kendra, Chaundae, Julia | Rome, Italië                  |
| 2       | 2                    | 10                 | 6 juli 2021      | Joshua, Nikki, Kendra, Chaundae, Julia | Rome, Italië                  |
| 2       | 3                    | 11                 | 13 juli 2021     | Joshua, Nikki, Kendra, Chaundae, Julia | Rome, Italië                  |
| 2       | 4                    | 12                 | 20 juli 2021     | Joshua, Nikki, Kendra, Chaundae, Julia | Rome, Italië                  |
| 2       | 5                    | 13                 | 27 juli 2021     | Joshua, Nikki, Kendra, Chaundae, Julia | Rome, Italië                  |
| 2       | 6                    | 14                 | 3 augustus 2021  | Joshua, Nikki, Kendra, Chaundae, Julia | Rome, Italië                  |
| 2       | 7                    | 15                 | 10 augustus 2021 | Joshua, Nikki, Kendra, Chaundae, Julia | Rome, Italië                  |
| 2       | 8                    | 16                 | 17 augustus 2021 | Joshua, Nikki, Kendra, Chaundae, Julia | Rome, Italië                  |
| 2       | 9                    | 17                 | 24 augustus 2021 | Joshua, Nikki, Kendra, Chaundae, Julia | Rome, Italië                  |
| 2       | 10                   | 18                 | 31 augustus 2021 | Joshua, Nikki, Kendra, Chaundae, Julia | Rome, Italië                  |
| 3       | 1                    | 19                 | 21 juni 2022     | Noah, Emma, Imre, Wendie               | Miami, Verenigde Staten       |
| 3       | 2                    | 20                 | 28 juni 2022     | Noah, Emma, Imre, Wendie               | Miami, Verenigde Staten       |
| 3       | 3                    | 21                 | 5 juli 2022      | Noah, Emma, Imre, Wendie               | Miami, Verenigde Staten       |
| 3       | 4                    | 22                 | 19 juli 2022     | Noah, Emma, Imre, Wendie               | Miami, Verenigde Staten       |
| 3       | 5                    | 23                 | 26 juli 2022     | Noah, Emma, Imre, Wendie               | Miami, Verenigde Staten       |
| 3       | 6                    | 24                 | 2 augustus 2022  | Noah, Emma, Imre, Wendie               | Miami, Verenigde Staten       |
| 3       | 7                    | 25                 | 9 augustus 2022  | Noah, Emma, Imre, Wendie               | Miami, Verenigde Staten       |
| 3       | 8                    | 26                 | 23 augustus 2022 | Noah, Emma, Imre, Wendie               | Miami, Verenigde Staten       |
| 3       | 9 (kerstspecial)     | 27                 | December 2022    | Emma                                   | Miami, Verenigde Staten       |
| 4       | 1                    | 28                 | 20 juni 2023     | Bram, Sincha, Anne, Jaimy              | New York, Verenigde Staten    |
| 4       | 2                    | 29                 | 27 juni 2023     | Bram, Sincha, Anne, Jaimy              | New York, Verenigde Staten    |
| 4       | 3                    | 30                 | 4 juli 2023      | Bram, Sincha, Anne, Jaimy              | New York, Verenigde Staten    |
| 4       | 4                    | 31                 | 11 juli 2023     | Bram, Sincha, Anne, Jaimy              | New York, Verenigde Staten    |
| 4       | 5                    | 32                 | 18 juli 2023     | Bram, Sincha, Anne, Jaimy              | New York, Verenigde Staten    |
| 4       | 6                    | 33                 | 25 juli 2023     | Bram, Sincha, Anne, Jaimy              | New York, Verenigde Staten    |
| 4       | 7                    | 34                 | 1 augustus 2023  | Bram, Sincha, Anne, Jaimy              | New York, Verenigde Staten    |
| 4       | 8                    | 35                 | 15 augustus 2023 | Bram, Sincha, Anne, Jaimy              | New York, Verenigde Staten    |
| 5       | 1                    | 36                 | 21 mei 2024      | Aicha, Bibi, Melanie, Quincy           | Hawaii, Verenigde Staten      |
| 5       | 2                    | 37                 | 28 mei 2024      | Aicha, Bibi, Melanie, Quincy           | Hawaii, Verenigde Staten      |
| 5       | 3                    | 38                 | 4 juni 2024      | Aicha, Bibi, Melanie, Quincy           | Hawaii, Verenigde Staten      |
| 5       | 4                    | 39                 | 11 juni 2024     | Aicha, Bibi, Melanie, Quincy           | Hawaii, Verenigde Staten      |
| 5       | 5                    | 40                 | 18 juni 2024     | Aicha, Bibi, Melanie, Quincy           | Hawaii, Verenigde Staten      |
| 5       | 6                    | 41                 | 2 juli 2024      | Aicha, Bibi, Melanie, Quincy           | Hawaii, Verenigde Staten      |
| 5       | 7                    | 42                 | 9 juli 2024      | Aicha, Bibi, Melanie, Quincy           | Hawaii, Verenigde Staten      |
| 5       | 8                    | 43                 | 23 juli 2024     | Aicha, Bibi, Melanie, Quincy           | Hawaii, Verenigde Staten      |
| 5       | 9                    | 44                 | 23 juli 2024     | Aicha, Bibi, Melanie, Quincy           | Hawaii, Verenigde Staten      |

## Au Pairs VIPS
In Au Pairs VIPS gaan influencers Mark Lucas Werkhoven, Glen Fontein, Joy Bosz en Arunya Guillot aan de slag als au pair in Los Angeles, Verenigde Staten. Het seizoen werd uitgezonden vanaf 27 november 2022 en was op 20 november al beschikbaar op NPO Plus.
| Seizoen | Aflevering (seizoen) | Uitzenddatum     | Au pairs                | Gastlocatie                   |
| ------- | -------------------- | ---------------- | ----------------------- | ----------------------------- |
| 1       | 1                    | 27 november 2022 | Mark, Glen, Joy, Arunya | Los Angeles, Verenigde Staten |
| 1       | 2                    | 4 december 2022  | Mark, Glen, Joy, Arunya | Los Angeles, Verenigde Staten |
| 1       | 3                    | 11 december 2022 | Mark, Glen, Joy, Arunya | Los Angeles, Verenigde Staten |
| 1       | 4                    | 18 december 2022 | Mark, Glen, Joy, Arunya | Los Angeles, Verenigde Staten |
| 1       | 5                    | 25 december 2022 | Mark, Glen, Joy, Arunya | Los Angeles, Verenigde Staten |
| 1       | 6                    | 1 januari 2023   | Mark, Glen, Joy, Arunya | Los Angeles, Verenigde Staten |
| 1       | 7                    | 8 januari 2023   | Mark, Glen, Joy, Arunya | Los Angeles, Verenigde Staten |
| 1       | 8                    | 15 januari 2023  | Mark, Glen, Joy, Arunya | Los Angeles, Verenigde Staten |

## Trivia
- Seizoen 2 volgt in tegenstelling tot de andere seizoenen vijf au pairs. In aflevering 5 komt Julia er als laatste bij. Ook heeft deze serie 10 in plaats van 8 afleveringen.
- Aflevering 9 van seizoen 3 was een eenmalige kerstspecial waarin au pair Emma samen met haar moeder Elly terug ging naar haar gastgezin in Miami om daar samen Thanksgiving te vieren[4]. Tevens wordt in deze aflevering haar vriendin Bella, op wie ze tijdens de reguliere serie verliefd werd, voorgesteld.
- In seizoen 5 ontmoeten de au pairs elkaar al voor vertrek op Schiphol, dit in tegenstelling tot andere seizoenen als ze elkaar pas na enkele weken ontmoeten.